# Françoise Mbango Etone
Françoise Mbango Etone, née le 14 avril 1976 à Yaoundé, est une athlète camerounaise naturalisée française en 2010, spécialiste du triple saut.  
Elle est championne olympique en 2004 et 2008. Vainqueur du Grand prix IAAF de Monaco en 2004 .

## Biographie

### Enfance, éducation et débuts
Les prémices d'athlète commencent à fleurir alors qu'elle est élève au collège Sainte-Thérèse de Bertoua car elle y remporte ses premiers meetings d'athlétisme. C'est ainsi qu'elle se fait remarquer plus tard en 1990 par l'entraineur de l'équipe d'athlétisme de la SONEL (Société nationale des Électricités du Cameroun) ; c'est ce dernier qui lui donne les rudiments de son métier lesquels lui ouvrent les portes de la sélection nationale. À partir de cet instant, elle va briller par ses exploits en allant de succès en succès comme ce sera le cas en 1995 au Championnat d'Afrique centrale où elle occupe la troisième place.  Elle effectue une partie de ses études secondaires au lycée de la Cité Verte (Yaoundé). Durant l'année 2005-2006, elle obtient une bourse universitaire pour intégrer Saint John's University. Cette obtention a été favorisée par le programme culturel de cette université envers le Cameroun. L'ambassadeur camerounais à New York y contribue également.

### Carrière sportive
Après avoir dans un premier temps pratiqué le saut en hauteur, discipline où elle est devenue championne du Cameroun, elle se consacre ensuite au triple saut avec une première médaille lors des jeux du Commonwealth 1998 à Kuala Lumpur.
Puis lors de ses premiers Jeux olympiques à Sydney, elle se qualifie pour la finale où elle ne finit qu'à la 10e place. Dès l'année suivante, elle obtient sa première médaille en grand championnat lors des mondiaux 2001 d'Edmonton, terminant 2e derrière la russe Tatyana Lebedeva. Puis en 2002, elle gagne une nouvelle médaille d'argent aux jeux du Commonwealth qui se déroulent à Manchester.
Elle est de nouveau devancée par sa rivale russe lors des mondiaux 2003 de Paris Saint-Denis avant enfin de prendre sa revanche lors des Jeux olympiques d'Athènes  en  2004. Elle remporte le titre dans un concours où elle commence par franchir le cap des 15,30 m au 2e essai, son record personnel. Ses 5 derniers sauts seront tous au-delà des 15 mètres, ce qui n'était pas encore arrivé dans un concours féminin.
En 2005, elle décide au tout dernier moment de ne pas participer aux mondiaux d'Helsinki, les causes de son forfait n'étant pas réellement établies.
En avril 2006, elle met au monde à New-York, lieu où elle réside, un garçon, Niels Adena. 
Finalement son absence des sautoirs dure jusqu'au début 2008. En avril, elle effectue un début de concours à Yaoundé, dont un saut à 14,50 mètres. Son concours est toutefois interrompu par le président de la fédération camerounaise d'athlétisme, décision expliquée par une suspension pour sa non participation aux jeux d'Afrique 2007. Après des débuts de réconciliation avec sa fédération (le conflit portant également sur les primes de sa médaille olympique de 2004), elle franchit 14,76 mètres aux championnats d'Afrique 2008 à Addis-Abeba, ce qui lui accorde une place pour aller défendre son titre lors des Jeux olympiques 2008 à Pékin. Cette participation est toutefois due à une intervention du CIO, sa fédération ne voulant pas l'inscrire aux jeux malgré ses performances. Lors du concours de Pekin, elle saute 15,39 mètres ce qui lui permet de remporter un deuxième titre olympique.
Françoise Mbango Etone obtient la nationalité française par naturalisation le 23 avril 2010 et est autorisée à participer aux différentes compétitions mondiales sous le maillot de l'équipe de France d’athlétisme depuis le 15 avril 2012. Sa première compétition sous le maillot de l'Équipe de France est les Championnats d'Europe 2012 à Helsinki.
En 2012, n'ayant pas réussi les minimas olympiques de 14,30 m, elle ne se qualifie pas pour les Jeux de Londres.

## Palmarès
| Date                     | Compétition                    | Lieu                     | Résultat                 | Épreuve                  | Marque                   |
| Représentant le Cameroun | Représentant le Cameroun       | Représentant le Cameroun | Représentant le Cameroun | Représentant le Cameroun | Représentant le Cameroun |
| ------------------------ | ------------------------------ | ------------------------ | ------------------------ | ------------------------ | ------------------------ |
| 1996                     | Championnats d'Afrique         | Yaoundé                  | 3e                       | Triple saut              | 12,51 m                  |
| 1997                     | Jeux de la Francophonie        | Antananarivo             | 2e                       | Triple saut              | 13,75 m                  |
| 1998                     | Championnats d'Afrique         | Dakar                    | 2e                       | Triple saut              | 13,80 m                  |
| 1998                     | Jeux du Commonwealth           | Kuala Lumpur             | 2e                       | Triple saut              | 13,95 m                  |
| 1999                     | Jeux africains                 | Johannesburg             | 1re                      | Triple saut              | 14,70 m                  |
| 2000                     | Championnats d'Afrique         | Alger                    | 3e                       | 4 x 100 m                | 46 s 97                  |
| 2000                     | Jeux olympiques                | Sydney                   | 10e                      | Triple saut              | 13,53 m                  |
| 2001                     | Jeux de la Francophonie        | Ottawa                   | 2e                       | Longueur                 | 6,37 m                   |
| 2001                     | Jeux de la Francophonie        | Ottawa                   | 2e                       | Triple saut              | 14,56 m                  |
| 2001                     | Championnats du monde          | Edmonton                 | 2e                       | Triple saut              | 14,60 m                  |
| 2002                     | Championnats d'Afrique         | Radès                    | 1re                      | Longueur                 | 6,68 m                   |
| 2002                     | Championnats d'Afrique         | Radès                    | 1re                      | Triple saut              | 14,95 m                  |
| 2002                     | Jeux du Commonwealth           | Manchester               | 2e                       | Triple saut              | 14,82 m                  |
| 2002                     | Coupe du monde des nations     | Madrid                   | 1re                      | Triple saut              | 14,37 m                  |
| 2003                     | Championnats du monde en salle | Birmingham               | 2e                       | Triple saut              | 14,88 m                  |
| 2003                     | Championnats du monde          | Paris                    | 2e                       | Triple saut              | 15,05 m                  |
| 2003                     | Finale mondiale                | Monaco                   | 3e                       | Triple saut              | 14,83 m                  |
| 2004                     | Championnats du monde en salle | Budapest                 | 6e                       | Triple saut              | 14,62 m                  |
| 2004                     | Jeux olympiques                | Athènes                  | 1re                      | Triple saut              | 15,30 m                  |
| 2008                     | Championnats d'Afrique         | Addis-Abeba              | 1re                      | Triple saut              | 14,76 m                  |
| 2008                     | Jeux olympiques                | Pékin                    | 1re                      | Triple saut              | 15,39 m                  |
| 2008                     | Finale mondiale                | Stuttgart                | 2e                       | Triple saut              | 14,50 m                  |
| Représentant la France   |                                |                          |                          |                          |                          |
| 2012                     | Championnats d'Europe          | Helsinki                 | 8e                       | Triple saut              | 14,19 m                  |

## Records
| Épreuve          | Épreuve   | Performance  | Lieu         | Date              |
| ---------------- | --------- | ------------ | ------------ | ----------------- |
| Triple saut      | Plein air | 15,39 m (AR) | Pékin        | 17 août 2008      |
| Triple saut      | Salle     | 14,88 m (NR) | Birmingham   | 15 mars 2003      |
| Saut en longueur | Plein air | 6,55 m       | Johannesburg | 16 septembre 1999 |